# 双秀公园
39°57′59″N 116°22′29″E / 39.966271°N 116.374848°E
双秀公园，位于北京市西城区北三环中路20号。

## 历史
双秀公园于1984年建成开放，占地6.2公顷，是北京市政府向三十五周年国庆献礼的重点工程之一。园内中式园林清雅俊秀、日式园林山秀水请，故名“双秀”。
双秀公园是北京市中唯一一座拥有日式园林建筑的公园。